# Diglyphomorphomyia platys
Diglyphomorphomyia platys är en stekelart som beskrevs av Zhu och Huang 2003. Diglyphomorphomyia platys ingår i släktet Diglyphomorphomyia och familjen finglanssteklar.
Artens utbredningsområde är Taiwan. Inga underarter finns listade i Catalogue of Life.